# Abeba Tolla
Abeba Tolla (amharisch አበባ ቶላ; * 3. Juni 1977) ist eine äthiopische Marathonläuferin.
1997 gewann sie Bronze bei der afrikanischen Meisterschaft im Halbmarathon, 1998 siegte sie beim Tiberias-Marathon und 1999 beim San-Sebastián-Marathon.
2000 wurde sie Zweite bei Roma – Ostia, jeweils Vierte beim Rotterdam-Marathon und beim Broloppet und gewann den Amsterdam-Marathon. Im Jahr darauf wurde sie Zweite beim Seoul International Marathon. 
Einem achten Platz beim Paris-Marathon 2002 folgten ein Jahr später jeweils dritte Plätze beim Rom-Marathon und beim Prag-Marathon. 2004 wurde sie Fünfte beim Rock ’n’ Roll Arizona Marathon, 2005 Vierte in Rom, 2006 erneut Fünfte in Arizona und 2007 Zweite beim Dubai-Marathon. 2008 gewann sie den Bermuda International Marathon und wurde Vierte beim Macau-Marathon.

## Persönliche Bestzeiten
- Halbmarathon: 1:08:48 h, 12. Juni 2000, Malmö
- Marathon: 2:29:54 h, 15. Oktober 2000, Amsterdam